# Mušvete
Mušvete (Servisch cyrillisch Мушвете) is een plaats in de Servische gemeente Čajetina. De plaats telt 277 inwoners (2002).